# Hay Day
 (février 2015).
Si vous disposez d'ouvrages ou d'articles de référence ou si vous connaissez des sites web de qualité traitant du thème abordé ici, merci de compléter l'article en donnant les références utiles à sa vérifiabilité et en les liant à la section « Notes et références ».
Hay Day est un jeu vidéo de simulation économique développé et édité par le studio finlandais Supercell sorti en 2012 sur iOS et en 2013 sur Android.

## But du jeu
Hay Day est un jeu de gestion d'une ferme ayant à la fois une activité d'élevage (de poules, vaches, cochons, moutons et chèvres...) et d'agriculture (blé, maïs, carotte, soja, canne à sucre, coton, citrouille, pommes de terre, indigo, tomate, piment, fraises...). La ferme comporte plusieurs bâtiments, dont une boulangerie, une provenderie, une grange, un silo, une marmite à pop-corn, un barbecue, un four à tartes, une sucrerie, une laiterie...
Le développement se fait par le commerce : des clients de passage, un tableau des commandes en camion, un embarcadère pour de grosses commandes par bateau, puis la construction d'un chemin de fer pour le commerce avec une ville qui se développera par le joueur. Les joueurs peuvent vendre et acheter des marchandises dans leur échoppe. Ils peuvent décorer leur ferme, se liguer entre joueurs du même voisinage et établir des discussions . L'éditeur communique avec les joueurs au sein du jeu avec un facteur et une boîte à lettres.
Une aide de jeu prend les traits de Tom, qui va chercher les produits qu'on lui demande.

## Système de jeu
Le jeu repose sur la production de ressources primaires végétales (blé, maïs, soja, cannes à sucre, carottes, coton, citrouille, indigo, pommes de terre, tomates, piments, fraises, riz, laitue, tournesol, oignon, menthe, pastèque), fruitières (pommes, framboises, mûres, cerises, cacao, café, citrons, bananes, prunes, olives, grains de café), animales (lait de vache, œufs, bacon (produit du cochon), laine, lait de chèvre ,miel , cacahuètes), puis de leur transformation par des machines (provenderie, machine à pop-corn, laiterie, four à gâteaux, four à tartes, pressoir, glacerie, fourneau, confiturier , bijouterie , friteuse , barbecue  etc.)
Le but est de gagner de l'expérience, et de l'argent, pour agrandir son espace de ferme en achetant des territoires alentour, déboisant, asséchant les marais.
Au niveau 124 d'expérience, le joueur débloque sa dernière machine, le bar à milkshakes. Et au niveau 119, il débloque sa dernière récolte: l'avoine.
L'échoppe permet de vendre ses productions au prix indiqué par l'utilisateur, dans une certaine limite (maximum de 10 produits à la fois, avec un prix maximum dépendant du produit).
Le jeu se développe par des commandes par camion, par des personnes venant à la ferme acheter des productions, puis par le commerce maritime (débloquée au niveau 17) et le commerce avec la ville voisine (débloquée au niveau 34). Le joueur se verra offrir une mine (débloquée au niveau 24), permettant la recherche de minerais, et d'une zone de pêche (débloquée au niveau 27).
Au début, on possède quelques diamants (permettant les améliorations des machines, des champs, etc.), l'accélération des productions et l'augmentation des files de production des différentes machines, de l'argent, une ferme, une grange pour y entreposer les récoltes animales et les produits transformés , un silo pour y entreposer les productions végétales et une boite à appats pour stocker filets et appats
On nous donne 3 champs, bientôt 6, pour y planter les graines sur le principe d'une graine semée, deux graines récoltées, quelle que soit la graine plantée. Tout repose sur le temps nécessaire au développement de cette graine.
Chaque arbre fruitier fonctionne sur le même principe : une fois planté, il faut attendre un certain temps, dépendant du fruit, pour que l'arbre produise, d'abord 2 fruits, puis deux fois 3 fruits, avant de "faner". Un joueur étranger peut alors raviver cet arbre pour une ultime récolte de 3 ou 4 fruits.
Concernant les productions animales, tout repose sur le même principe : un animal nourri fournit dans un certain temps une ressource : les animaux mettent un certain temps pour pondre un œuf, produire du lait, de la laine, etc.

## Derby
Le derby est un événement qui se déroule sur 6 jours, du mardi matin 9h au lundi matin 9h. Cet événement est débloqué lorsque le joueur a réparé sa maison (à partir du niveau 18) et fait partie d'un voisinage. Chaque joueur du voisinage inscrit au derby doit effectuer un certain nombre de tâches (qui varie en fonction de la ligue dans laquelle le voisinage est classé). Ce nombre va de 5 tâches (pour la ligue des débutants) à 9 tâches (pour la ligue des champions). Chaque tâche a une durée limitée de réalisation et remporte un certain nombre de points de fers à cheval lorsque le joueur l'accomplit. Par exemple, un joueur devra nourrir 171 animaux en une journée et remportera 255 points de fer à cheval. Ces points sont ajoutés à un classement entre 14 autres voisinages. Chaque point remporté permet également de franchir des paliers de récompenses. À la fin du Derby, le voisinage ayant remporté le plus de points remporte le derby. De plus, si le voisinage finit dans les 3 premiers au classement, le joueur gagne 3 récompenses supplémentaires en plus des récompenses de paliers et le voisinage est promu en ligue supérieur. À l'inverse, un voisinage qui finit dans les 3 derniers sera rétrogradé en ligue inférieure.